# Semana Santa en San Cristóbal de La Laguna
La Semana Santa en la ciudad de San Cristóbal de La Laguna (en la isla de Tenerife, Canarias, España) es considerada «un auténtico museo al aire libre» que recorre las calles laguneras con pasos de gran valor histórico y artístico, con piezas de imaginería y verdaderas obras de orfebrería isleña con más de cinco siglos de historia. La Semana Santa lagunera ha bebido de tradiciones y culturas como la andaluza, la castellana o la portuguesa. Pero destaca también por sus elementos puramente tradicionalistas canarios.
Destaca el gran valor patrimonial, artístico e histórico de la imaginería religiosa de la ciudad, tanto de origen isleño como foráneo –peninsular, flamenco, italiano o hispanoamericano– y otros elementos tales como la orfebrería o el propio marco urbano de San Cristóbal de La Laguna, ciudad declarada Patrimonio de la Humanidad por la UNESCO en 1999, forman parte de las singularidades de la Semana Santa de La Laguna.
Esta Semana Santa ostenta el honorable título de ser la más antigua de Canarias y en la actualidad se ha redactado un expediente para su declaración como Bien de Interés Turístico Nacional. La Semana Santa de La Laguna, es además considerada como la más importante del Archipiélago Canario.

## Conjunto urbano

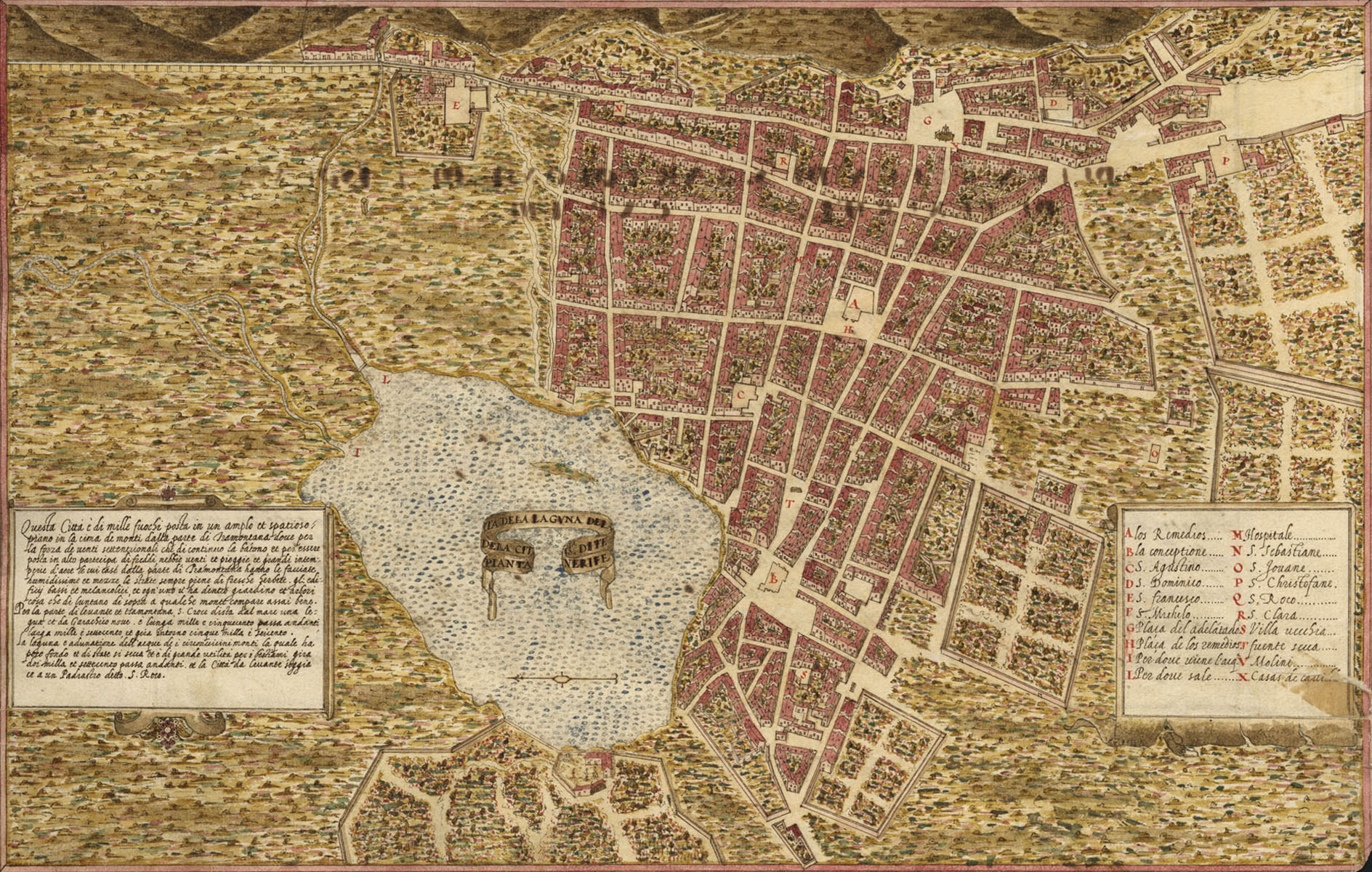
Plano de La Laguna levantado por el ingeniero Leonardo Torriani en 1588. En el se observa el plano cuadricular de la ciudad, que aún se conserva

Primer ejemplo de ciudad-territorio de ultramar y ciudad institucional, San Cristóbal de La Laguna fue diseñada como una «ciudad de paz», única ciudad renacentista sin amurallar. Construida a la medida humana y trazada en cuadrícula, con instrumentos de navegación. La ciudad conserva un valioso patrimonio arquitectónico, artístico y festivo. En 1999, el casco antiguo de la ciudad fue declarado Bien Cultural Patrimonio de la Humanidad, única ciudad canaria con tal distinción. Ello proporciona a los recorridos procesionales un acusado sello plasmado en el tránsito de las imágenes por sus centenarias calles y plazas.

## Catálogo escultórico
El repertorio de la imaginería procesional que sale a las calles de la ciudad es un abanico de tallas de diversas procedencias. La antigua capital de la isla de Tenerife reúne efigies que se engloban en un arco de tiempo que va del siglo XVI al XXI. Estas obras de arte proceden de lugares tan dispares como las antiguas provincias de los Países Bajos; de la América colonial; de los puertos comerciales italianos, de los talleres sevillanos del siglo XVIII; o del barroco y el neoclasicismo decimonónico insular, este último, el período más brillante de la escultura canaria.
Imagineros tan importantes como Louis Van Der Vule (siglo XVI), Antonio de Orbarán (1620-1671), Lázaro González de Ocampo (1651-1714), Pietro Galleano (1687-1761), José Rodríguez de la Oliva (1695-1777), Luján Pérez (1756-1815), Fernando Estévez (1788-1854), Gabriel de Astorga y Miranda (1804-1895) o Ezequiel de León Domínguez (1926-2008), surtieron los numerosos templos de la ciudad de San Cristóbal de La Laguna.

## Historia
El lagunero Juan Núñez de la Peña en el siglo XVII dio a la imprenta su manuscrito sobre la Conquista y Antigüedades de las siete Islas Canarias, editado en Madrid en 1676. Esta obra recoge por primera vez una relación de las procesiones que durante la Semana Santa recorrían las calles de La Laguna. 
La Semana Santa en La Laguna debió comenzar con el asentamiento castellano a finales del siglo XV. Coincide esta época con el periodo en el que se potencia la devoción a la Pasión de Cristo y a los dolores de su Madre. Las informaciones bibliográficas y documentales dé las que disponemos en la actualidad nos llevan a sostener la antigüedad de la Cofradía de la Sangre, cuya procesión penitencial del Jueves Santo sería hasta finales del siglo XVI la única, de ese tipo que recorría las calles de La Laguna en los días de Pasión. Por otra parte la hermandad más numerosa tanto de la Semana Santa de La Laguna como de las Islas Canarias que también es una de las más antiguas del archipiélago, es la Pontificia, Real y Venerable Esclavitud del Santísimo Cristo de La Laguna, fundada mucho antes de 1545 (fecha de apertura del Concilio de Trento).
Como la ciudad no tuvo sede episcopal hasta el siglo XIX, las procesiones se limitaban a las zonas parroquiales a las que pertenecían. Más tarde la Catedral fue incluida en los desfiles procesionales y el recorrido de las procesiones se ampliaron fuera de los límites parroquiales. De hecho en la actualidad, todas las cofradías y hermandades de Pasión de la Semana Santa de La Laguna realizan estación de penitencia en la Catedral a lo largo de la Semana Santa.
El restablecimiento de la Diócesis de San Cristóbal de La Laguna en 1877 y la reconstrucción de la Catedral de Nuestra Señora de los Remedios en 1913, marcan un resurgir de la vida de las hermandades y cofradías en la ciudad, cuyo papel resultó esencial para la configuración de la Semana Santa tal y como se celebra en la actualidad, con la creación de la Procesión Magna en 1927, la Procesión de Madrugada en 1933 o el primer Pregón de la Semana Santa en 1949.
En 1953 se fundó la Junta de Hermandades y Cofradías de La Laguna, la cual está formada por 26 hermandades y cofradías, la Junta se fundó con el objetivo no sólo de coordinar las actividades de la Semana Santa, sino también de organizar otras celebraciones junto con la administración diocesana. Otra tarea de la Junta es representar públicamente los intereses de las cofradías.

## Actividades
Las actividades relacionadas con esta celebración cristiana comienzan mucho antes de la Semana Santa propiamente dicha y no se limitan estrictamente a eventos religiosos. Si bien, el acto principal siguen siendo las numerosas procesiones que recorren las calles de la ciudad, también hay eventos musicales, exposiciones de arte, conferencias, proyecciones de películas de temática religiosa, recitales de poesía, concursos de fotografías, manualidades infantiles, recogida de alimentos no perecederos para los más necesitados, etc. La Federación Empresarial Canaria de Hostelería, Ocio, Servicio y Comercio (FECAO) lidera en colaboración con la Junta de Hermandades y Cofradías de La Laguna una semana gastronómica de Cuaresma (la Semana Gastronómica de Vigilia). Durante esta semana gastronómica tienen lugar, entre otras cosas, catas de vinos de diversas bodegas de la comarca y un concurso por la mejor torrija, un producto típico de la Semana Santa en España.

## Procesiones

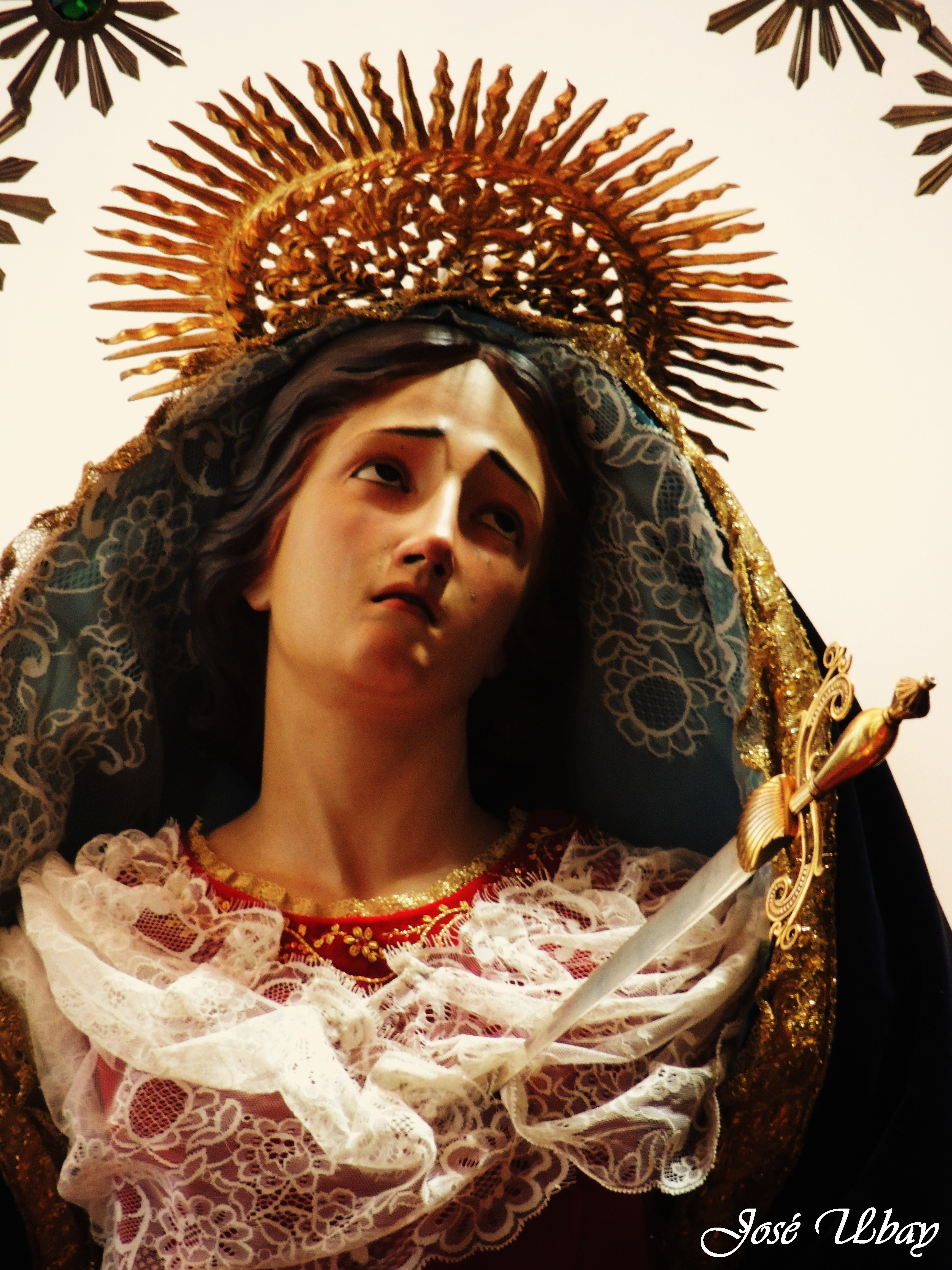
Nuestra Señora de los Dolores, obra de José Luján Pérez, realizada en 1805, procesiona con la Cofradía del Santísimo Cristo del Rescate y Nuestra Señora de los Dolores.

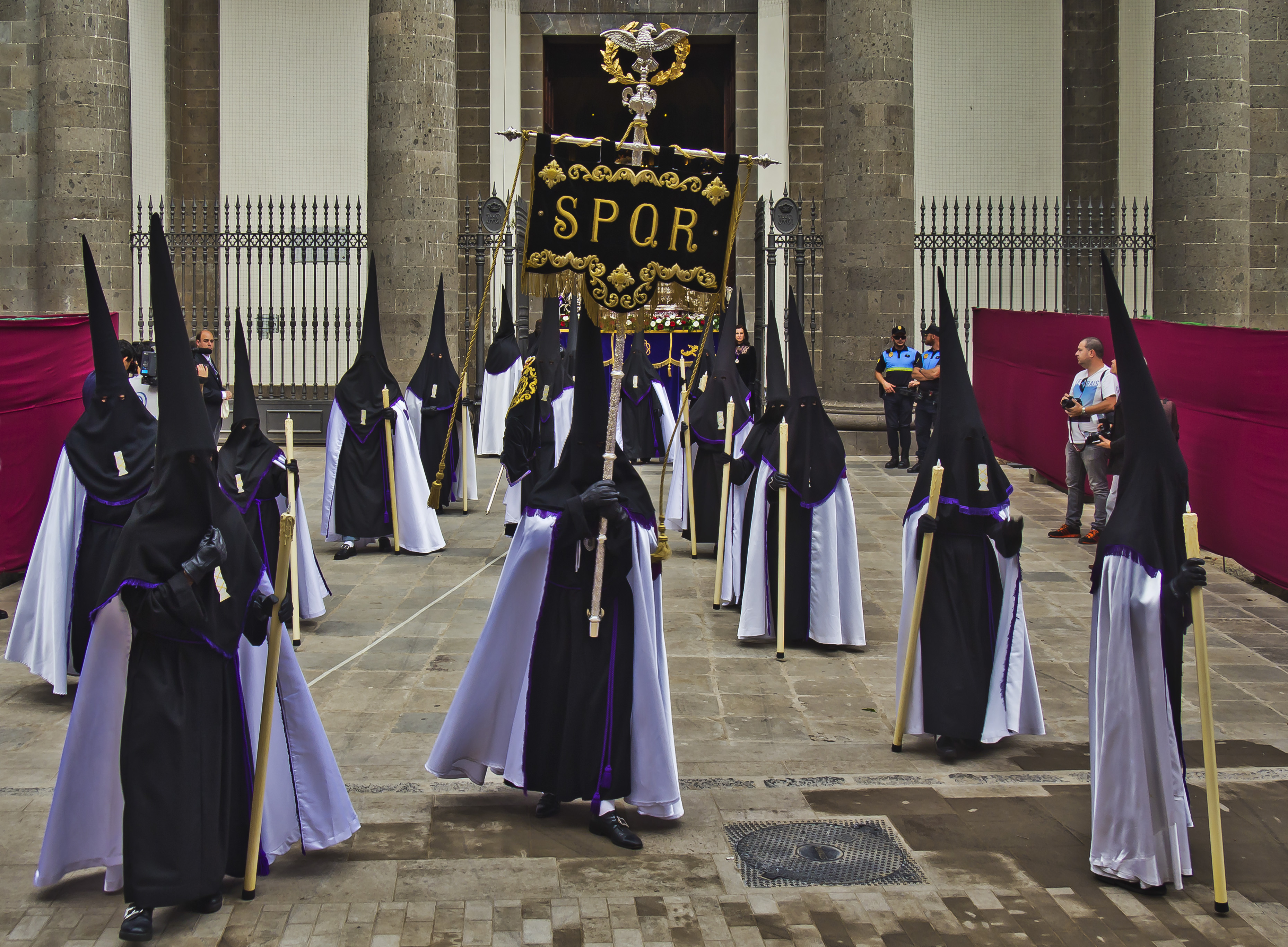
Salida de las hermandades de la Catedral durante la Procesión Magna del Viernes Santo.

Una de las cosas que caracteriza a la Semana Santa de La Laguna con respecto a otras del resto del archipiélago canario, es el amplio programa procesional que tiene, y que abarca desde el Vía Crucis del Cristo de la Buena Muerte cada Primer domingo de Cuaresma hasta el Domingo de Resurrección. 
A continuación las procesiones celebradas en el casco histórico de la ciudad durante la Semana Santa:

### Primer Domingo de Cuaresma
Este día celebra las primeras procesiones en la ciudad. Se realiza el Vía Crucis con la imagen del Cristo de la Buena Muerte a las 13:00 horas partiendo desde la Iglesia de San Juan Bautista.

### Vigésimo segundo día de Cuaresma
Se realiza el Vía Crucis Arciprestal a las 19:00 horas partiendo desde el Convento de Santa Clara de Asís. Este acto lo preside el Cristo de la Misericordia y lo organiza la Junta de Hermandades y Cofradías de La Laguna con la asistencia de todas las hermandades y comunidades parroquiales.

### Viernes de Lázaro
Se celebra el Vigésimo séptimo día de Cuaresma. A las 20:00 horas en la Iglesia de San Lázaro procesión de San Lázaro de Betania, personaje del Nuevo Testamento que es resucitado de entre los muertos por Jesús. Preside la Venerable Hermandad Sacramental de San Lázaro y Cofradía Penitencial del Santísimo Cristo del Calvario y María Santísima de los Dolores.

### Domingo de Pasión (V de Cuaresma)
A partir de este día se celebran las procesiones más importantes dentro del programa de la Semana Santa lagunera. 
A las 11:00 horas desde la Parroquia Matriz de Nuestra Señora de la Concepción, tiene lugar la procesión del Santísimo Cristo del Rescate acompañado por la imagen de Nuestra Señora de los Dolores ("La Predilecta" de Luján Pérez). Acompaña la Cofradía del Santísimo Cristo del Rescate y Nuestra Señora de los Dolores.
A las 18:30 horas se realiza la procesión del Santísimo Cristo de Burgos el cual parte desde la Catedral de San Cristóbal de La Laguna. Lo acompaña la Cofradía del Santísimo Cristo de Burgos y de Nuestra Señora de la Cinta.

### Viernes de Dolores
Este día los católicos manifiestan su fervor religioso en la celebración de los Dolores de la Virgen María. 
En La Laguna se celebra desde la Iglesia Matriz de la Concepción la procesión de Nuestra Señora de los Dolores ("La Predilecta") por las calles de la ciudad a las 18:30 horas. Acompaña la procesión la Cofradía del Santísimo Cristo del Rescate y Nuestra Señora de los Dolores.

### Domingo de Ramos

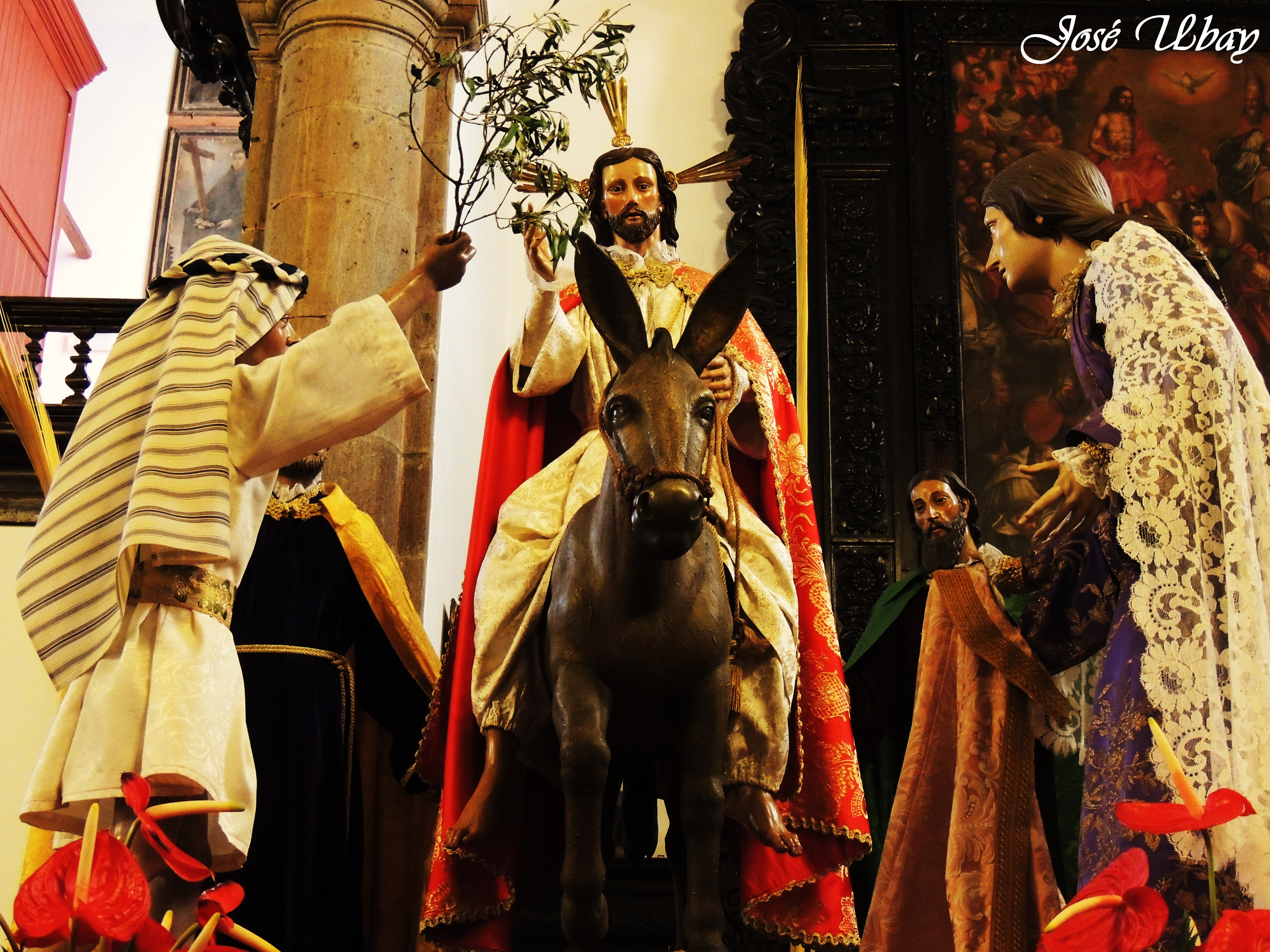
Paso procesional de la Cofradía de la Entrada de Jesús en Jerusalén.

Día que rememora la entrada de Jesús en Jerusalén a lomos de una burrita. 
A las 10:00 horas Procesión Solemne de Ramos desde la Capilla de las Siervas de María. Justo una hora más tarde, desde la Santa Iglesia Catedral procesión de la Entrada de Jesús en Jerusalén, acompañada de la Cofradía de la Entrada de Jesús en Jerusalén.
Por la tarde, a las 18:00 horas, salida de Nuestro Padre Jesús de la Sentencia y María Santísima de la Amargura desde la Parroquia Matriz de Nuestra Señora de la Concepción, acompañados de la Real Hermandad y Cofradía de Nuestro Padre Jesús de la Sentencia y María Santísima de la Amargura.
A las 18:30 horas, procesión del Santísimo Cristo de las Caídas partiendo desde la Iglesia de San Juan Bautista. Lo acompaña la Cofradía del Cristo de las Caídas.

### Lunes Santo
Procesión del Señor de la Oración en el Huerto de los Olivos a las 18:00 horas, partiendo desde el Convento de Santa Clara de Asís y acompañado por la Venerable Orden Tercera Franciscana y Hermandad Franciscana de la Oración en el Huerto.
Desde la Santa Iglesia Catedral de La Laguna procesión del Santísimo Cristo del Amor Misericordioso a las 19:00 horas. Lo acompaña la Hermandad del Cristo del Amor Misericordioso y Servidores del Templo.
A las 19:30 horas procesión de la Soledad de María Santísima, partiendo desde el Convento de Santa Catalina de Siena. La acompaña la Cofradía de las Insignias de la Pasión del Señor y la Soledad de María Santísima.

### Martes Santo

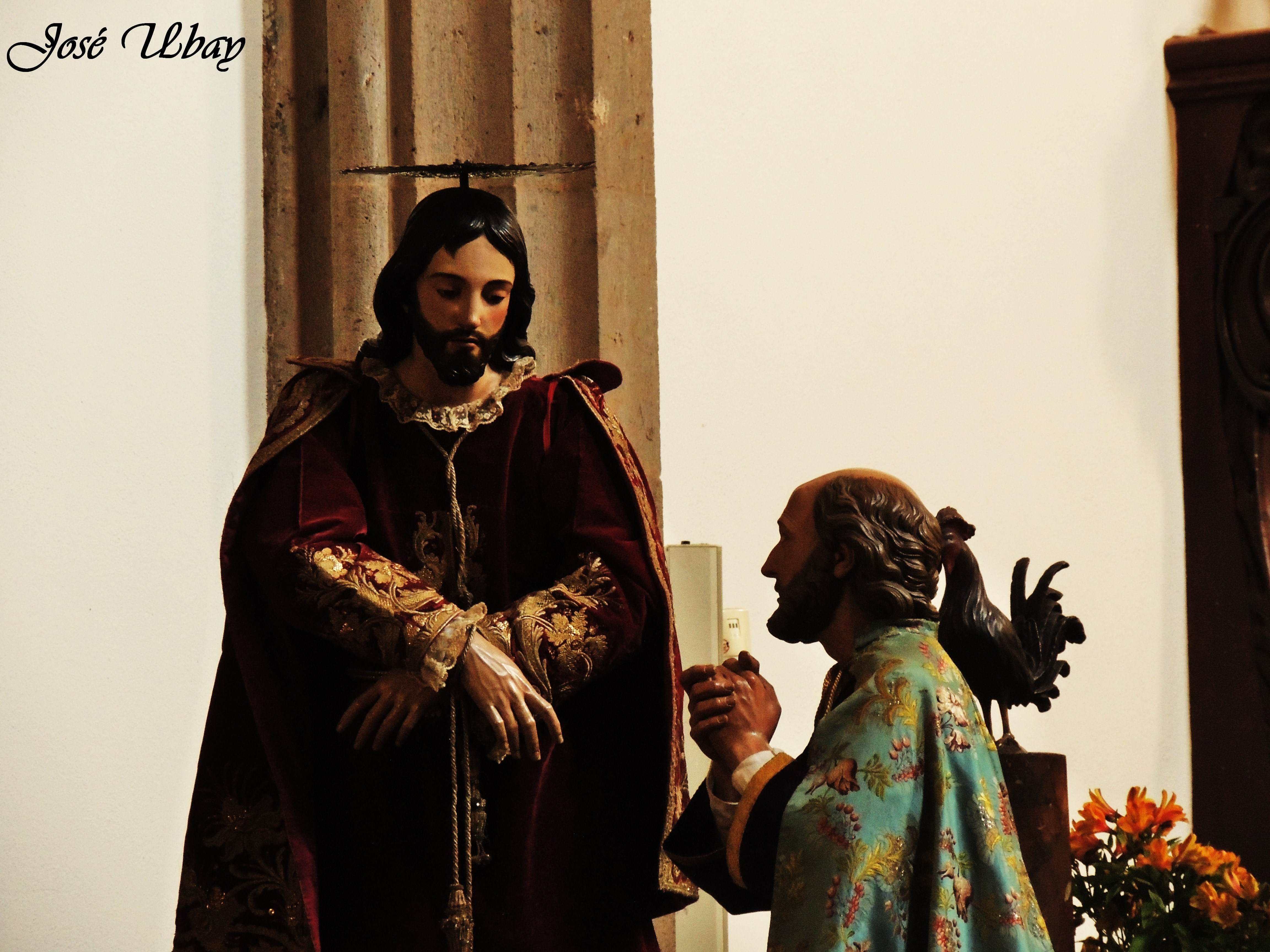
Conjunto escultórico de las Lágrimas de San Pedro realizado por Fernando Estévez en 1823, procesiona con la Hermandad del Santísimo Sacramento de la Parroquia Matriz de Nuestra Señora de la Concepción

Desde la Parroquia de La Concepción, procesión del paso de las Lágrimas de San Pedro y Nuestra Señora de los Dolores ("La Predilecta") a las 18:30 horas, acompañado por la Venerable Hermandad del Santísimo Sacramento de la Iglesia de Nuestra Señora de la Concepción y la Cofradía del Santísimo Cristo del Rescate y Nuestra Señora de los Dolores.
Media hora más tarde parte desde la Santa Iglesia Catedral la procesión del Señor Atado a la Columna, Nuestra Señora de las Angustias y Santísimo Cristo de los Remedios con la Real, Muy Ilustre y Capitular Cofradía de la Flagelación de Nuestro Señor Jesucristo, Nuestra Señora de las Angustias y Santísimo Cristo de los Remedios.

### Miércoles Santo
A las 18:00 horas, procesión de La Verónica y la Santa Faz partiendo desde la Iglesia de San Benito Abad en el barrio de San Benito, y dirigiéndose al centro de la ciudad. Acompaña la Cofradía de la Verónica y la Santa Faz.
Desde la Catedral parte a las 19:00 horas la procesión de Nuestro Padre Jesús Nazareno y Nuestra Señora de la Soledad de la Cofradía de Nuestro Padre Jesús Nazareno y Nuestra Señora de la Soledad. Además también el Ecce Homo o Señor de la Cañita acompañado de la Muy Antigua y Venerable Hermandad de la Sangre de Cristo y la Santa Cruz.

### Jueves Santo

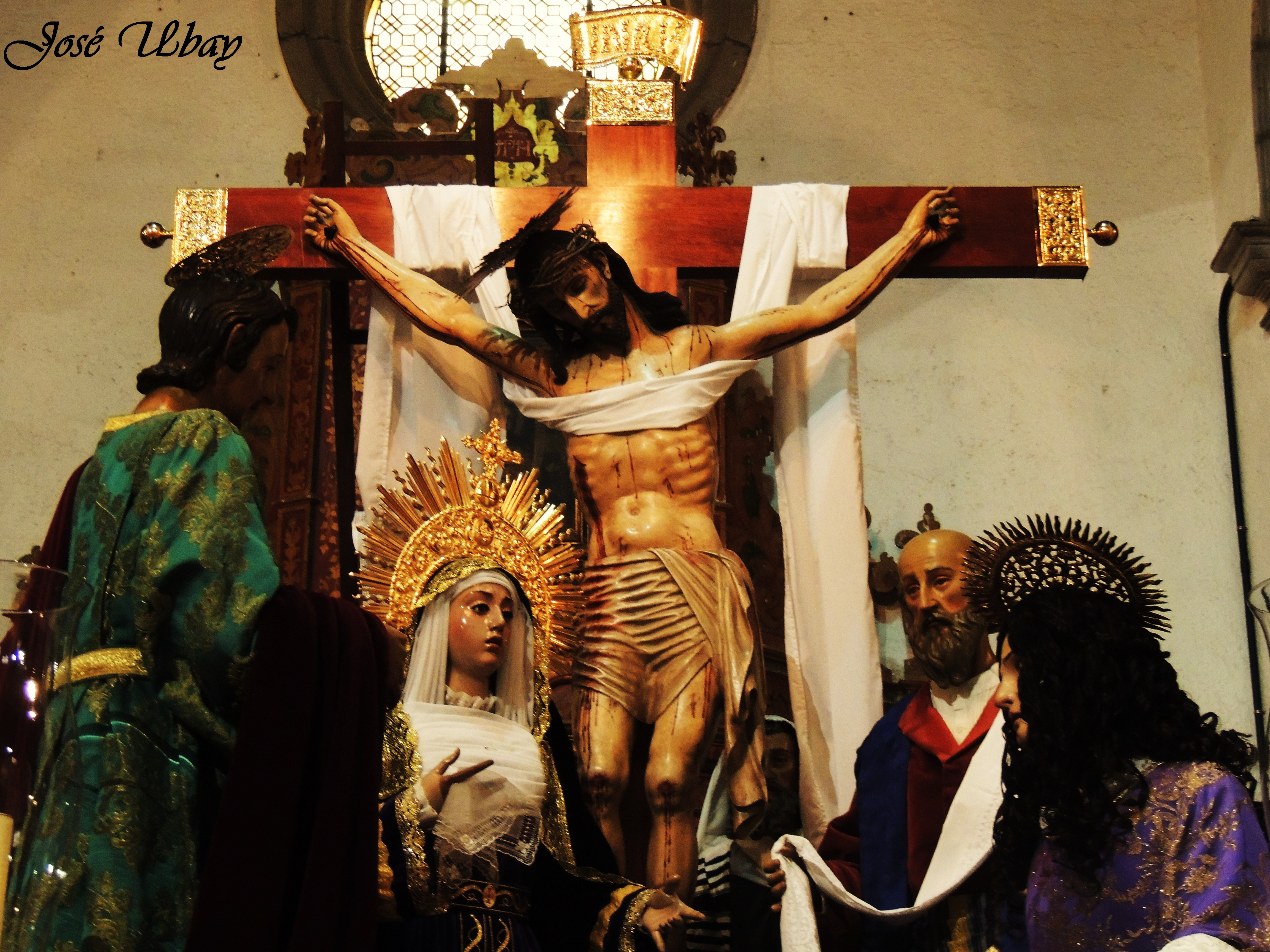
Paso procesional de la Cofradía Penitencial de la Unción y Mortaja de Cristo.

Se celebra el Día del Amor Fraterno.
Este día procesiona a las 19:30 horas desde la Parroquia de Santo Domingo de Guzmán el paso del Señor de la Humildad y Paciencia con la Cofradía de la Misericordia. También realiza su salida el paso del Santísimo Cristo de la Unción, Nuestra Señora del Mayor Dolor, Santos Varones, San Juan y la Magdalena, acompaña la Cofradía Penitencial de la Unción y Mortaja de Cristo. Seguidamente sale la imagen de Nuestra Señora de la Soledad de la Venerable Hermandad del Santísimo Rosario, Nuestra Señora de la Soledad y Santísimo Cristo Resucitado.
Una hora después parte desde la Santa Iglesia Catedral la Santa Cena acompañada de la Hermandad del Santísimo de la Santa Iglesia Catedral de La Laguna y su Sección Penitencial. 
Desde la Parroquia de San Lázaro a las 21:00 horas procesión del Santísimo Cristo del Calvario junto a la Venerable Hermandad Sacramental de San Lázaro y Cofradía Penitencial del Santísimo Cristo del Calvario y María Santísima de los Dolores.

### Viernes Santo
Día de ayuno y abstinencia.

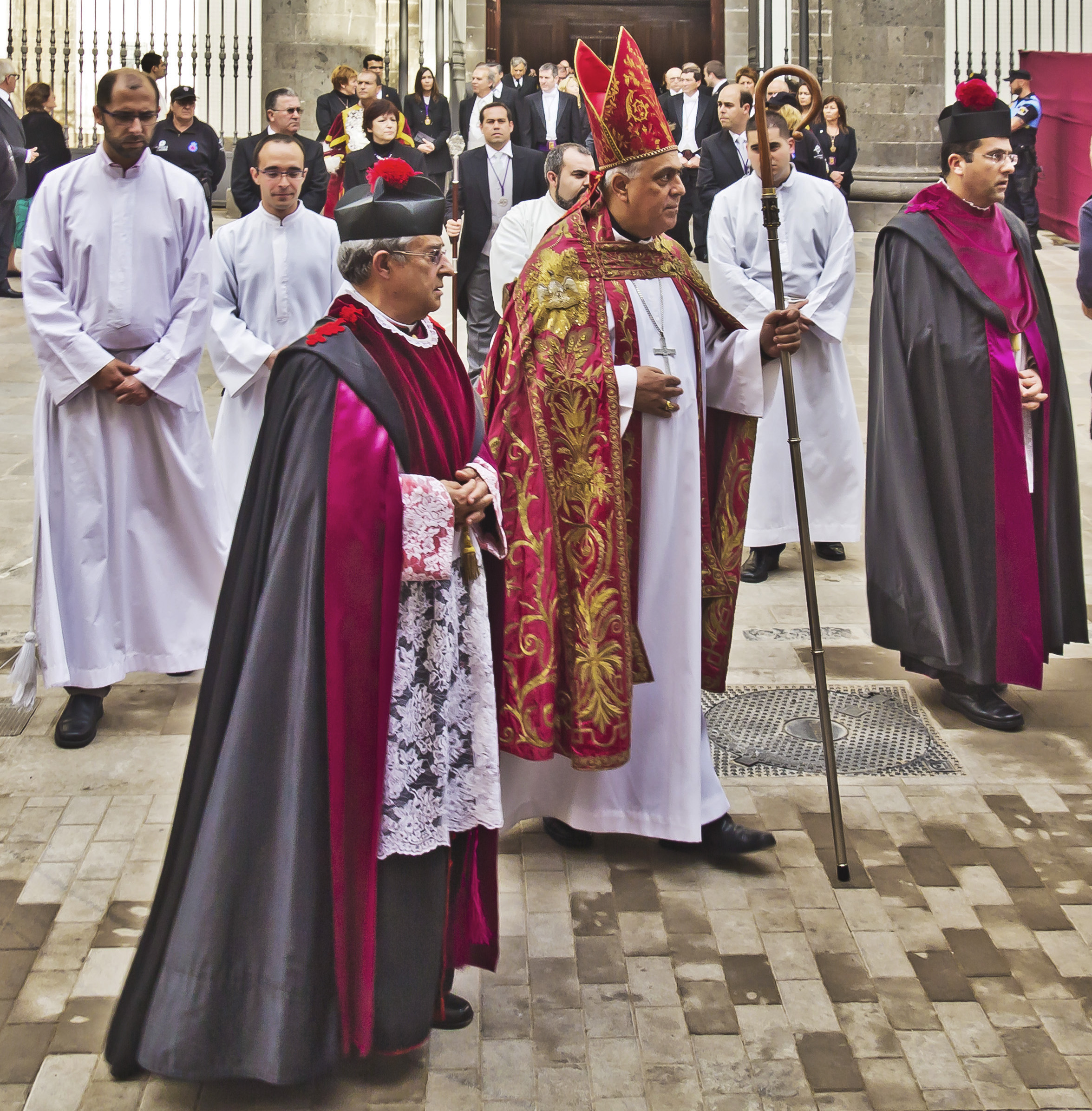
El Señor Obispo en la Procesión Magna

A las 04:00 horas de la mañana procesión de madrugada del Santísimo Cristo de La Laguna, Nuestra Señora de los Dolores, San Juan Evangelista y Santa María Magdalena, acompañados de la Pontificia, Real y Venerable Esclavitud del Santísimo Cristo de La Laguna. La procesión del Cristo parte desde el Real Santuario del Santísimo Cristo de La Laguna y la de la Dolorosa, San Juan y La Magdalena desde el Convento de Santa Clara, ambos pasos se dirigen a la Catedral.
Siete horas después, a las 11:00 horas, procesión desde la Iglesia de la Concepción de Nuestra Señora de la Piedad acompañada de la Cofradía de Nuestra Señora de la Piedad y del Lignum Crucis.
A las 13:15 horas, procesión del Santísimo Cristo de la Unción, Nuestra Señora del Mayor Dolor, Santos Varones, San Juan y la Magdalena. Acompaña a este paso la Cofradía Penitencial de la Unción y Mortaja de Cristo.
A las 16:15 horas, procesión del Señor Difunto de la Iglesia de Santo Domingo hasta la Catedral. Lo acompaña la Cofradía de la Misericordia.
A las 17:00 horas y partiendo desde la Catedral, Procesión Magna. Posteriormente, a las 22:00 horas desde el mismo templo catedralicio sale la Procesión del Silencio con el Señor Difunto hasta la Iglesia de Santo Domingo.

### Sábado Santo

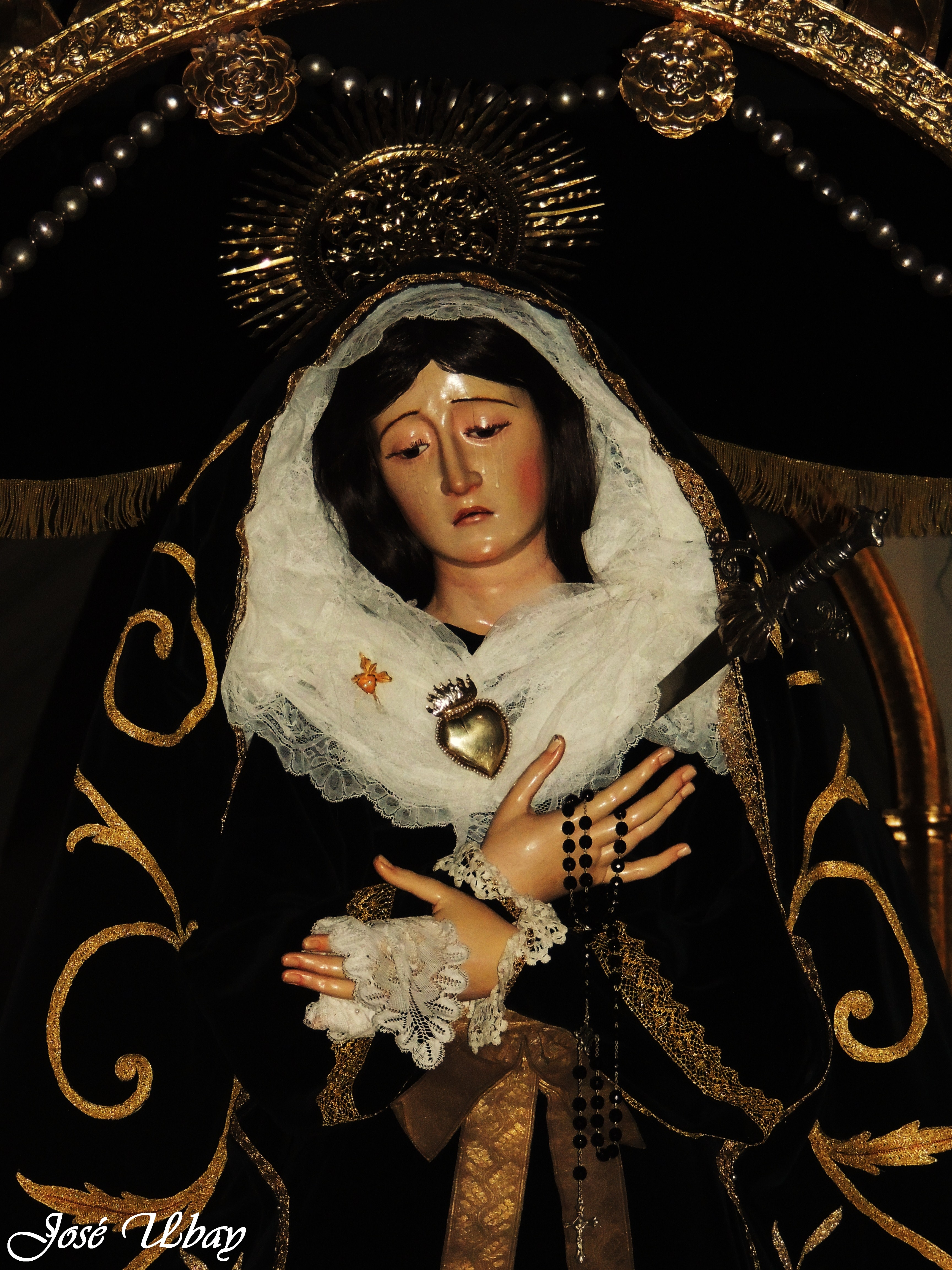
Nuestra Señora de la Soledad. Imagen titular de la Venerable Hermandad del Santísimo Rosario, Nuestra Señora de la Soledad y Santísimo Cristo Resucitado

A las 19:00 horas desde la Parroquia de Santo Domingo de Guzmán, procesión de Nuestra Señora de la Soledad acompañada de la Venerable Hermandad del Santísimo Rosario, Nuestra Señora de la Soledad y Santísimo Cristo Resucitado.

### Domingo de Resurrección
Procesión del Santísimo Cristo Resucitado a las 08:30 horas, partiendo desde la Iglesia de Santo Domingo y acompañado por la Venerable Hermandad del Santísimo Rosario, Nuestra Señora de la Soledad y Santísimo Cristo Resucitado.
A las 12:00 horas desde la Catedral, procesión de Jesús Sacramentado acompañado de todas las hermandades y cofradías de la ciudad.

## Cofradías y hermandades
En la actualidad la Semana Santa lagunera cuenta con numerosas hermandades y cofradías, entre ellas destacan;
- Cofradía del Santísimo Cristo de Burgos y de Nuestra Señora de la Cinta (1955)

- Cofradía del Santísimo Cristo del Rescate y Nuestra Señora de los Dolores (1979)[8]

- Cofradía de la Entrada de Jesús en Jerusalén (1961)

- Real Hermandad y Cofradía de Nuestro Padre Jesús de la Sentencia y María Santísima de la Amargura (1961)

- Cofradía del Cristo de las Caídas (1955)

- Hermandad del Cristo del Amor Misericordioso y Servidores del Templo (1984)

- Venerable Orden Tercera Franciscana y Hermandad Franciscana de la Oración en el Huerto (siglo XVII, actual hermandad 2003)

- Cofradía de las Insignias de la Pasión del Señor y la Soledad de María Santísima (1955)

- Real, Muy Ilustre y Capitular Cofradía de la Flagelación de Nuestro Señor Jesucristo, Nuestra Señora de las Angustias y Santísimo Cristo de los Remedios (1951)

- Venerable Hermandad del Santísimo Sacramento de la Iglesia de Nuestra Señora de la Concepción (anterior a 1644)

- Cofradía de la Verónica y la Santa Faz (1980)

- Cofradía de Nuestro Padre Jesús Nazareno y Nuestra Señora de la Soledad (1953)

- Muy Antigua y Venerable Hermandad de la Sangre de Cristo y la Santa Cruz (siglo XVI, actual hermandad 1950)

- Hermandad del Santísimo de la Santa Iglesia Catedral de La Laguna y su Sección Penitencial (1659, actual hermandad 1983)

- Cofradía de la Misericordia (siglo XVI, actual cofradía 1952)

- Cofradía Penitencial de la Unción y Mortaja de Cristo (1955)

- Venerable Hermandad del Santísimo Rosario, Nuestra Señora de la Soledad y Santísimo Cristo Resucitado (1957)

- Venerable Hermandad Sacramental de San Lázaro y Cofradía Penitencial del Santísimo Cristo del Calvario y María Santísima de los Dolores (1977)

- Pontificia, Real y Venerable Esclavitud del Santísimo Cristo de La Laguna (antes de 1545)

- Cofradía de Nuestra Señora de la Piedad y del Lignum Crucis (1955)

## Pasos procesionales

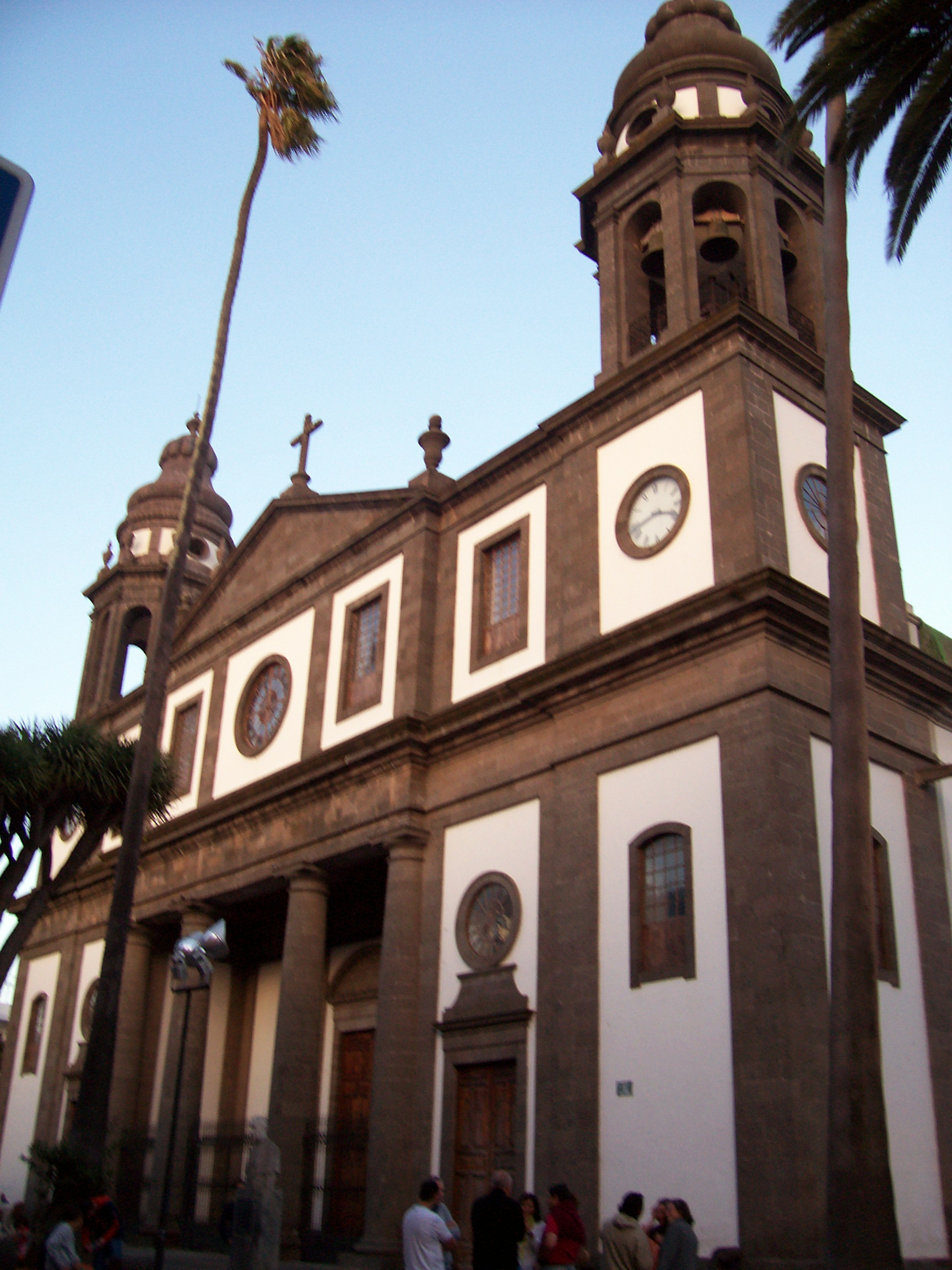
Catedral de La Laguna, lugar donde los pasos procesionales hacen su estación de penitencia.

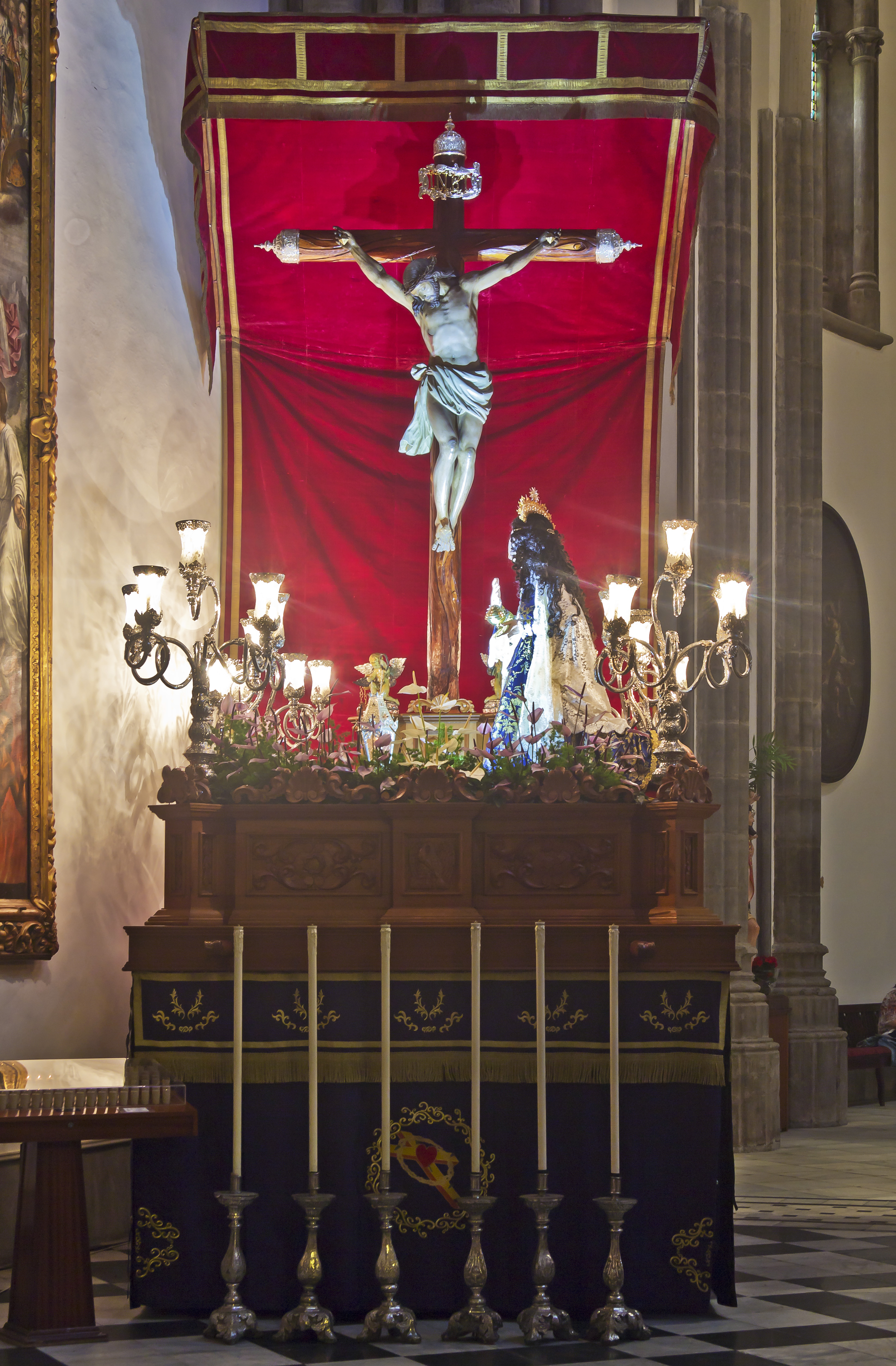
Paso del Cristo del Amor Misericordioso o de la Sala Capitular en el interior de la catedral

La Semana Santa de La Laguna posee numerosos pasos de gran calidad histórico-artísticos, entre ellos;
- Santo Cristo del Buen Viaje o del Rescate (anónimo, siglo XVI)

- Santo Cristo de Burgos (Ezequiel de León, 1987)

- Nuestra Señora de los Dolores (La Predilecta) (Luján Pérez, 1805)

- Entrada de Jesús en Jerusalén (José Rodríguez de la Oliva, siglo XVIII)

- Nuestro Padre Jesús de la Sentencia (Jaime Babío Núñez, 2004)

- María Santísima de la Amargura (Juan A. González García, 1988)

- Santo Cristo de las Caídas (anónimo de procedencia barcelonesa, 1953)

- Santo Cristo del Amor Misericordioso o de la Sala Capitular (Fernando Estévez, 1828)

- El Señor del Huerto de los Olivos (Luján Pérez, 1805)

- Insignias de la Pasión (anónimo, anterior a 1966)

- El Señor atado a la Columna (Pietro Galleano, 1756)

- Nuestra Señora de las Angustias (Gabriel de Astorga y Miranda, siglo XIX)

- Santo Cristo de los Remedios (anónimo, siglo XVI)

- Las lágrimas de San Pedro (Fernando Estévez, siglo XIX)

- Santa Verónica y la Santa Faz (Ezequiel de León y Juan Ventura, siglo XX)

- Nuestro Padre Jesús Nazareno (Casa Burillo, 1901)

- Nuestra Señora de la Soledad (José Rodríguez de la Oliva, siglo XVIII)

- El Señor de la Cañita (Ezequiel de León, 1965)

- La Santa Cena (Antonio de Orbarán, 1664)

- Señor de la Humildad y Paciencia (atribuido a Francisco Alonso de la Raya, siglo XVII)

- Santos Varones y Santa María Magdalena (varios autores y épocas: Fernando Estévez, Ibrahim Hernández y anónimos, siglos XVII, XIX y XXI)

- Nuestra Señora de la Soledad de Santo Domingo (anónimo, siglo XVI)

- El Calvario (varios autores y épocas: Francisco Alonso de la Raya, Ezequiel de León y anónimos, siglos XVII y XX)

- Nuestra Señora de los Dolores, San Juan y Santa María Magdalena (escuela canaria de hacia 1700 e imágenes anónimas del siglo XVIII)

- Santísimo Cristo de La Laguna (Louis Van Der Vule, siglo XVI)

- La Piedad (Lázaro González de Ocampo, 1688)

- Señor Difunto (anónimo, siglo XVI)

- El Resucitado (Manuel Luque Bonillo, 2002)